# Pakistansk rupie
Pakistansk rupie (PRs - Rupaya) är den valuta som används i Pakistan i Asien. Valutakoden är PKR. 1 rupie = 100 paise (singularform paisa).
Valutan infördes 1947 och ersatte den tidigare indisk rupien.

## Användning
Valutan ges ut av State Bank of Pakistan – SBP. Denna grundades 1948, ombildades 1974 och har huvudkontoret i Karachi.

## Valörer
- Mynt: 1, 2 och 5 rupie
- Underenhet: används ej, tidigare paise
- Sedlar:  5, 10, 20, 50, 100, 500, 1000 och 5000 PKR